# Estadio Román Valero
El Estadio Román Valero es un estadio de fútbol de césped artificial localizado en el distrito de Usera (Madrid). Acoge los partidos del modesto Club Deportivo Colonia Moscardó (CDC Moscardó). 
Inicialmente un campo de tierra en el que el CDC Moscardó jugó la temporada 1970-71 de la Segunda División, el campo, entonces conocido como Gabino Jimeno, llegó a tener una capacidad de 12 000 espectadores. En 1975 se instaló césped natural. Se le acabó bautizando con el nombre de Román Valero, haciendo referencia al presidente más conocido del equipo. Recinto de celebración de numerosos conciertos, durante la Transición también acogió varios mítines políticos de importancia. Hacia 2007-2008 se instaló césped artificial. Tiene una capacidad de alrededor de 5000 espectadores.

## Transporte
Al estadio se puede acceder tanto en autobús como en metro.

### Autobús
Las líneas de autobús de la EMT más próximas al estadio son las diurnas 47, 247 y la nocturna N15.

### Metro
La estación de Usera, en la línea 6 del Metro de Madrid, es la más cercana al estadio.